# Championnats panarabes d'athlétisme 2001
Navigation
Édition précédente Édition suivante
Les Championnats panarabes d'athlétisme 2001 ont lieu à Damas en Syrie. 250 athlètes représentant 15 pays disputent les compétitions masculines et 105 athlètes de 8 pays participent aux compétitions féminines. En l'absence du Maroc et de l'Algérie, le Qatar et la Tunisie dominent respectivement les catégories des hommes et des dames avec 10 titres chacun, mais c'est le premier qui l'emporte au nombre de médailles d'argent.

## Résultats[1]

### Hommes
| Event                 | Or                                    | Or             | Argent                                  | Argent         | Bronze                                 | Bronze         |
| --------------------- | ------------------------------------- | -------------- | --------------------------------------- | -------------- | -------------------------------------- | -------------- |
| 100 mètres            | Salem Mubarak al-Yami Arabie saoudite | 10 s 2         | Jamal Essaffar Arabie saoudite          | 10 s 2         | Khalid Al-Ebeidli Qatar                | 10 s 3         |
| 200 mètres            | Hamoud Abdallah Eddalhami Oman        | 20 s 7         | Mohamed Abdallah Al-Huti Oman           | 20 s 8         | Hamdan Awadh Al-Bishi Oman             | 20 s 9         |
| 400 mètres            | Salaheddine Essafy Qatar              | 45 s 9         | Hamed El-Bishi Arabie saoudite          | 46 s 3         | Amine Badawi Gomâa Égypte              | 46 s 7         |
| 800 mètres            | Abdo Ibrahim Youssef Qatar            | 1 min 47 s 3   | Adam Abdo adam Qatar                    | 1 min 47 s 6   | Idris Helal Al-Khassibi Oman           | 1 min 48 s     |
| 1 500 mètres          | Jamal Yusuf Noor Qatar                | 3 min 52 s 72  | Ismaïl Ahmed Ismaïl Soudan              | 3 min 53 s 15  | Abdelrahman Suleiman Qatar             | 3 min 54 s 73  |
| 5 000 mètres          | Mohamed Yagoub Babakir Soudan         | 14 min 45 s 89 | Nasser Suleiman Qatar                   | 14 min 46 s 50 | Hussein Ibrahim Hussein Soudan         | 14 min 56 s 54 |
| 10 000 mètres         | Mohamed Yagoub Babakir Soudan         | 29 min 30 s 2  | Ahmed Ibrahim Qatar                     | 29 min 34 s 5  | Mohamed Hamed Qatar                    | 29 min 59 s 7  |
| Semi-marathon         | Ali Mabrook Zayed Libye               | 1 h 1 min 4 s  | Fooly Mustapha Salem Égypte             | 1 h 1 min 5 s  | Jomaa Ennoor Qatar                     | 1 h 2 min 1 s  |
| 3000 mètres steeple   | Khamis Abdallah Seif Qatar            | 8 min 14 s 38  | Saâd Shaddad El Asmary Arabie saoudite  | 8 min 15 s 01  | Hassen Ali El Asmary Arabie saoudite   | 8 min 39 s 78  |
| 110 mètres haies      | Mubarak Ata Mubarak Arabie saoudite   | 13 s 6         | Mubarak Khassif Qatar                   | 13 s 8         | Mohamed Zaouadi Qatar                  | 14 s 1         |
| 400 mètres haies      | Mubarak Ennubi Qatar                  | 50 s 07        | Badr Abderrahman Koweït                 | 50 s 32        | Zahredine Najm Syrie                   | 51 s 02        |
| Saut en hauteur       | Jean-Claude Rbat Liban                | 2,07 m         | Salem Nasser Bekheet Bahreïn            | 2,04 m         | Omar Moussa Al-Masrahi Arabie saoudite | 2,04 m         |
| Saut à la perche      | Fahd El Mershad Koweït                | 4,90 m         | Abdallah Souid Qatar                    | 4,80 m         | Ali Yussef Eshawareb Koweït            | 4,80 m         |
| Saut en longueur      | Saïd Mansoor Qatar                    | 7,94 m         | Abdelrahman Ennubi Qatar                | 7,92 m         | Hessine Tahar Essabaâ Arabie saoudite  | 7,86 m         |
| Triple saut           | Mohamed Hamdy Awadh-Allah Qatar       | 16,51 m        | Salem Messaêd El-Ahmadi Arabie saoudite | 16,50 m        | Khalid Farhan El-Bekheet Koweït        | 16,01 m        |
| Lancer du poids       | Bilal Saâd Qatar                      | 18,90 m        | Ahmed Ghalloum Koweït                   | 18,92 m        | Ibrahim El Mannaï Qatar                | 17,72 m        |
| lancer du disque      | Rashed Eddoussari Qatar               | 62,43 m        | Khalid El-Khalidi Arabie saoudite       | 54,74 m        | Khalid Habash Essiwidi Qatar           | 54,46 m        |
| Lancer du marteau     | Nasser El Jar-Allah Koweït            | 70,19 m        | Yamen Hessine Abdelmeneim Égypte        | 70,03 m        | Ahmed Abderraouf Égypte                | 65,85 m        |
| Lancer du javelot     | Firas El-Mahameed Syrie               | 77,55 m        | Ali Saleh El-Jadaani Arabie saoudite    | 71,35 m        | Mohamed El-Kholifi Qatar               | 69,70 m        |
| Décathlon             | Ahmed Hassen Moussa Qatar             | 7372 pts       | Assim Mohamed Ali Arabie saoudite       | 6824 pts       | Mohamed Ahmed Morsy Égypte             | 6580pts        |
| 20 km marche          | Yasser Abboud Syrie                   | 1 h 36 min 2 s | Hamed Abdeljalil Égypte                 | 1 h 37 min 5 s | Mabrook Saleh Qatar                    | 1 h 42 min 3 s |
| Relais 4 × 100 mètres | Arabie saoudite                       | 39 s 69        | Oman                                    | 39 s 86        | Qatar                                  | 40 s 24        |
| Relais 4×400 mètres   | Koweït                                | 3 min 7 s 88   | Arabie saoudite                         | 3 min 14 s 6   | Égypte                                 | 3 min 14 s 58  |

### Dames
Les épreuves du semi-marathon et de l'heptathlon ne sont pas disputées.
| Event                 | Or                         | Or             | Argent                       | Argent         | Bronze                       | Bronze          |
| --------------------- | -------------------------- | -------------- | ---------------------------- | -------------- | ---------------------------- | --------------- |
| 100 mètres            | Awatef Hamrouni Tunisie    | 12 s 1         | Nathalie Sayqali Liban       | 12 s 5         | Sarah El-shami Égypte        | 12 s 9          |
| 200 mètres            | Awatef Hamrouni Tunisie    | 24 s 98        | Inas Abul Elaa Égypte        | 25 s 16        | Greta Teslakian Liban        | 26 s 17         |
| 400 mètres            | Awatef Ben Hassine Tunisie | 54 s 7         | Inas Abul Elaa Égypte        | 57 s 9         | Greta Teslakian Liban        | 59 s 5          |
| 800 mètres            | Abir Nakhli Tunisie        | 2 min 8 s 4    | Nadia Hamdy Égypte           | 2 min 12 s 7   | Hend Mohamed Kooko Soudan    | 2 min 14 s 9    |
| 1 500 mètres          | Abir Nakhli Tunisie        | 4 min 36 s 66  | Hend Mohamed Kooko Soudan    | 4 min 40 s 37  | Nadia Hamdy Égypte           | 4 min 45 s 04   |
| 5 000 mètres          | Soulef Bouguerra Tunisie   | 17 min 4 s 1   | Zeineb Bakour Syrie          | 17 min 21 s 9  | Amal El Matari Jordanie      | 17 min 59 s 4   |
| 10 000 mètres         | Soulef Bouguerra Tunisie   | 35 min 32 s 48 | Zeineb Bakour Syrie          | 36 min 23 s 88 | Sarra Ahmed Égypte           | 39 min 37 s 41  |
| 100 mètres haies      | Alaa Abdelhadi Jordanie    | 15 s 2         | Rasha Sharifa Syrie          | 15 s 6         | Haniya Al-Gameel Égypte      | 16 s 6          |
| 400 mètres haies      | Awatef Ben Hassine Tunisie | 64 s 4         | Mounira Saoud Syrie          | 66 s 5         | Haniya Al-Gameel Égypte      | 67 s 9          |
| Saut en hauteur       | Alaa Abdelhadi Jordanie    | 1,63 m         | Haniya Al-Gameel Égypte      | 1,60 m         | Rasha Sharifa Syrie          | 1,45 m          |
| Saut à la perche      | Nesrine Ahmed Imam Égypte  | 3,20 m         | Haniya Al-Gameel Égypte      | 2,60 m         | Falak Alaou Syrie            | 2,30 m          |
| Saut en longueur      | Mona Sabry Égypte          | 5,78 m         | Ghada Ismaïl Égypte          | 5,68 m         | Rania Estefan Liban          | 5 ,60 m         |
| Triple saut           | Ghada Ismaïl Égypte        | 12,40 m        | Alaa Abdelhadi Jordanie      | 11,68 m        | Souad Zeghib Syrie           | 11,55 m         |
| Lancer du poids       | Amel Ben Khaled Tunisie    | 15,80 m        | Wafa Ismaïl Baghdadi Égypte  | 15,71 m        | Heba Zaghary Égypte          | 14,07 m         |
| lancer du disque      | Heba Zaghary Égypte        | 48,76 m        | Faten Gafsi Tunisie          | 44,62 m        | Nurine El Gharabawi Égypte   | 44,00 m         |
| Lancer du marteau     | Marwa Ahmed Hessine Égypte | 61,48 m        | Rawdh Eïd Hessine Égypte     | 52,12 m        | Fatma Ibrahim Bahreïn        | 29,22 m         |
| Lancer du javelot     | Aïda Sallem Tunisie        | 52,00 m        | Mona Mustapha Youssef Égypte | 47,01 m        | Hanaa Ramadhan Omar Égypte   | 46,49 m         |
| 10 km marche          | Nagwa Ibrahim Ali Égypte   | 51 min 21 s 2  | Hanaa Sayed Higaz Égypte     | 54 min 1 s     | Thouraya El Hamrouni Tunisie | 55 min 17 s 2 s |
| Relais 4 × 100 mètres | Égypte                     | 49 s 10        | Liban                        | 50 s 31        | Jordanie                     | 51 s 74         |
| Relais 4×400 mètres   | Égypte                     | 3 min 55 s 69  | Tunisie                      | 3 min 58 s 97  | Syrie                        | 4 min 6 s 22    |

## Tableau des médailles

### Hommes
| Rang | Nation              | Or | Argent | Bronze | Total |
| ---- | ------------------- | -- | ------ | ------ | ----- |
| 1    | Qatar               | 10 | 6      | 10     | 26    |
| 2    | Arabie saoudite     | 3  | 8      | 4      | 15    |
| 3    | Koweït              | 3  | 2      | 2      | 7     |
| 4    | Soudan              | 2  | 1      | 1      | 4     |
| 5    | Égypte              | 1  | 3      | 5      | 9     |
| 6    | Oman                | 1  | 2      | 1      | 4     |
| 6    | Syrie               | 1  | 0      | 1      | 2     |
| 8    | Liban               | 1  | 0      | 0      | 1     |
| 9    | Libye               | 1  | 0      | 0      | 1     |
| 10   | Bahreïn             | 0  | 1      | 0      | 1     |
| 11   | Émirats arabes unis | 0  | 0      | 0      | 0     |
| 11   | Jordanie            | 0  | 0      | 0      | 0     |
| 11   | Palestine           | 0  | 0      | 0      | 0     |
| 11   | Tunisie             | 0  | 0      | 0      | 0     |
| 11   | Yémen               | 0  | 0      | 0      | 0     |
| -    | Total               | 23 | 23     | 24     | 70    |

### Dames
| Rang | Nation    | Or | Argent | Bronze | Total |
| ---- | --------- | -- | ------ | ------ | ----- |
| 1    | Tunisie   | 10 | 2      | 1      | 13    |
| 2    | Égypte    | 8  | 10     | 8      | 26    |
| 3    | Jordanie  | 2  | 1      | 2      | 5     |
| 4    | Syrie     | 0  | 4      | 4      | 8     |
| 5    | Liban     | 0  | 2      | 3      | 5     |
| 6    | Soudan    | 0  | 1      | 1      | 2     |
| 7    | Bahreïn   | 0  | 0      | 1      | 1     |
| 8    | Palestine | 0  | 0      | 0      | 0     |
| -    | Total     | 20 | 20     | 20     | 60    |